# Tridentiger bifasciatus
Tridentiger bifasciatus är en fiskart som beskrevs av Steindachner, 1881. Tridentiger bifasciatus ingår i släktet Tridentiger och familjen smörbultsfiskar. IUCN kategoriserar arten globalt som livskraftig. Inga underarter finns listade i Catalogue of Life.